# Élouges
Élouges is een dorp in de Belgische provincie Henegouwen, en een deelgemeente van de Waalse gemeente Dour. Tot 1 januari 1977 was het een zelfstandige gemeente.

## Bezienswaardigheden
- De Sint-Martinuskerk (Église Saint-Martin) is een eenvoudig neogotisch kerkgebouw van 1865. Dit ligt in het deel van Élouges dat bekend staat als Élouges-au-Val
- De andere Sint-Martinuskerk, in de wijk Élouges-Monceau (ook:Élouges-au-Mont), is een neogotisch kerkgebouw van 1879 dat een oudere, romaanse, kerk verving. De kerk werd onttrokken aan de eredienst, in 2019 te koop gezet en vervolgens gesloopt. Op de plaats daarvan kwam de Jardins du Monceau, een park dat in 2003 werd geopend.
- De Chapelle du Bon Dieu werd gebouwd in 1721 aan een landelijke wegkruising. In 1918 door de Duitsers verwoest, werd de kapel in 1933 herbouwd. Hier vindt men een 17e-eeuws beeld van de gegeselde Christus in gepolychromeerd hout dat vanaf de 18e eeuw het object van een bedevaart was.
- De Kluis van Onze-Lieve-Vrouw van Cocars (L'Ermitage de Notre-Dame de Cocars) op de plaats waar de heren van Épinois een woning hadden die door de bliksem werd verwoest. Slechts de kapel bleef gespaard en deze werd hersteld en vanaf de 17e eeuw was het een kluizenarij. Deze werd onder Keizer Jozef II opgeheven. De kapel bleef bewaard.

## Natuur en landschap
De hoogte aan de kerk van Élouges-en-Val bedraagt 42 meter.

## Economie
Élouges is een mijnwerkersdorp. Al vanaf 1274 werd hier steenkool gewonnen. Van de 18e eeuw zijn veel concessies bekend. De steenkoollagen waren echter diep en de mijnen kenden veel wateroverlast. In 1792 werd de Société de Belle-Vue opgericht waarin enkele mijnen verenigd waren. Er kwam een hoofdkantoor, het Grand Bureau, en daaromheen werd een planmatige cité aangelegd waarmee men in 1810 reeds begon, nog vóór de Grand-Hornu. Soms diende dit, bij sociale onrust, ook als kazerne. Dodelijke ongelukken kwamen in de mijnen veelvuldig voor.
Vanaf 1855 waren er cokesfabrieken in bedrijf en er ontwikkelde zich chemische industrie (beenzwart, superfosfaat, kunstmeststoffen).
Naast steenkool werd ook kalksteen en zwart marmer gewonnen. Kalkovens waren tot 1967 in bedrijf. Ook was er baksteenindustrie.
Op de plaats van het mijncomplex van Belle-Vue werd een bedrijventerrein aangelegd: Zoning de Belle Vue.

## Demografische ontwikkeling
- Bronnen:NIS, Opm:1831 tot en met 1970=volkstellingen, 1976= inwoneraantal op 31 december

## Nabijgelegen kernen
Dour, Wihéries, Audregnies, Thulin